# Смит, Ричард Гордон
Ричард Гордон Смит (англ. Richard Gordon Smith, 1858 — 6 ноября 1918) — британский путешественник конца XIX века, спортсмен и натуралист, проживший несколько лет в Японии.

## Биография
Ричард Гордон Смит был английским джентльменом, натуралистом и спортсменом. В молодости любил путешествовать за границу, посещая Францию, Норвегию и Канаду. Отцом Ричарда был Джон Бридсон Смит, младший из девяти детей в семье, матерью — Энни Лоуренс из Челтнема. Именно от её семьи он приобрёл интерес к спорту.
После 18 лет брака его отношения с женой испортились настолько, что он ушёл из дома и начал путешествовать. Вероятно, был состоятельным человеком, поскольку путешествовал первым классом и вёл восемь больших дневников в кожаных переплётах, в которых записывал свои мысли и эмоции. Он назвал их своими «Неправильно написанными дневниками», и они полны своеобразных и часто шовинистических наблюдений за вещами, с которыми он столкнулся, его впечатлениями о Японии, русско-японской войне и повседневной жизни японского народа. Делал зарисовки и собирал сувениры из экзотических стран. Совершил путешествие на Дальний Восток, посетив Цейлон и Бирму. Прибыл в Японию в канун Рождества 1897 года и оставался там до февраля 1900 года, когда отправился обратно в Англию через Новую Гвинею и Фиджи. Но в пути он заболел и вернулся в Японию. В 1903 и 1905 годах он путешествовал по Англии, посетив по пути Китай, Сингапур и Цейлон. Вернулся в Киото в конце 1905 года, где продолжил записывать народные сказки и мифы и дальше вести дневники. Также собирал животных и растения, которые отправлял в Британский музей. Многие из них оказались неизвестными науке и были названы в его честь.
В 1908 году опубликовал книгу «Древние сказки и фольклор Японии», но в Великобритании она не вызвала большого интереса.
К 1910 году его финансовое положение ухудшилось, и жена просила о разводе. Он страдал авитаминозом и малярией, и его здоровье продолжало ухудшаться. Сделал последнюю запись в дневнике в сентябре 1915 года. Умер 6 ноября 1918 года, некролог был опубликован в японской газете «Weekly Chronicle».
В Японии был награждён Орденом Восходящего Солнца 4 класса.

## Работы
- Ancient Tales and Folklore of Japan[8]
- Travels in the Land of the Gods: The Japan Diaries of Richard Gordon Smith

## Виды, названые в чести Смита
- Полёвка Смита (Myodes smithii)
- Rhodeus smithii